# 주브뤼셀·유럽 연합 마카오 경제무역대표부
주브뤼셀·유럽 연합 마카오 경제무역대표부(중국어: 澳門駐布魯塞爾歐盟經濟貿易辦事處, 포르투갈어: Delegação Económica e Comercial de Macau, junto da União Europeia, em Bruxelas, 준말: DECM (UE, Bruxelas))는 중화인민공화국 마카오 특별행정구 정부가 벨기에 브뤼셀에 설치한 마카오 경제무역대표부이자 행정장관 직속 기구이다. 마카오와 유럽 연합 간의 관계를 담당하는 기구이며 마카오가 유럽에서 유일하게 설치한 대표부이기도 하다.
마카오는 포르투갈령 시대였던 1992년에 유럽 연합과 무역·협력 협정을 체결했는데 중국-포르투갈 연락 그룹은 해당 협정이 마카오가 1999년을 기해 중국에 반환된 이후에도 유효하다고 확인했다. 마카오 반환 이후에 포르투갈, 프랑스, 벨기에를 차례대로 방문한 마카오의 행정 장관은 유럽 연합의 지도자들을 만나 마카오 고유의 특성을 더욱 발전시킬 수 있는 방안을 논의했다. 마카오는 유럽 연합과의 관계를 공고히 하기 위하여 2002년에 벨기에 브뤼셀에 유럽 연합 주재 대표부를 설립했다.

## 임무
주브뤼셀·유럽 연합 마카오 경제무역대표부는 다음과 같은 임무를 수행한다.
- 마카오와 유럽 연합 간의 보다 긴밀한 관계를 위해 노력한다.
- 경제 및 상업 분야에서 유럽 연합 및 회원국 내에서 마카오를 소개하는 데에 전념한다.
- 유럽 연합에 대한 마카오의 이익을 보호하고 마카오와 유럽 연합 및 각 회원국 간의 경제 관계를 증진한다.
- 마카오의 이익과 관련된 모든 측면에서 공동체의 의사 결정 과정을 추적한다.
- 마카오에 관심이 있는 지역 사회 기관에 대한 모든 정보를 수집, 처리하고 이를 행정장관에게 제공한다.
- 유럽 연합과 마카오 간에 체결된 상업 및 무역 협정 및 협약의 행정에 대한 후속 조치를 관리한다.
- 기존 협정에 따라 마카오와 유럽 연합 및 각 회원국 간의 협력 발전을 지속적으로 추진하고 해당 협정과 관련된 프로젝트의 수립 및 준비에 참여한다.
- 행정장관이 수립한 일반 지침에 따라 유럽 연합 및 회원국 뿐만 아니라 관광을 포함한 마카오의 이익이 보호받도록 주력한다.

## 같이 보기
- 주베이징 마카오 특별행정구 정부 판사처
- 마카오 경제문화판사처
- 주리스본 마카오 경제무역대표부
- 주세계무역기구 마카오 경제무역대표부